# Leonor Teles de Menezes
Leonor Teles de Menezes, bijgenaamd de verraadster (Portugees: A aleivosa) (Trás-os-Montes ca 1350 – Tordesillas 27 april 1386), ook bekend als Eleonora van Portugal, was koningin (1372 – 1383) en regentes (1383 – 1384) van Portugal.
Op jonge leeftijd huwde zij met de hoveling João Lourenço da Cunha, met wie zij een zoon had, Álvaro da Cunha. Tijdens een bezoek aan haar zuster, Maria, hofdame van Beatrix van Portugal, werd zij verleid door Beatrix’ halfbroer, de latere Ferdinand I van Portugal. Ferdinand zorgde ervoor dat haar huwelijk ontbonden werd en trouwde op 5 mei 1372 zelf met haar.
Uit het huwelijk werden drie kinderen geboren, waarvan er slechts een de volwassen leeftijd bereikte:
- Beatrix van Portugal (1372 – 1408), koningin van Portugal in 1383.

Na de dood van haar man in 1383 trad Eleonora als regentes op voor haar dochter. Nadat deze echter in hetzelfde jaar huwde met Johan I van Castilië en hij de Portugese troon opeiste, werden zowel moeder als dochter het land uitgezet.